# Molliens-au-Bois
Molliens-au-Bois là một xã thuộc tỉnh Somme trong vùng Hauts-de-France miền bắc nước Pháp.

## Dân số
| 1962                                            | 1968 | 1975 | 1982 | 1990 | 1999 | 2006 |
| ----------------------------------------------- | ---- | ---- | ---- | ---- | ---- | ---- |
| 179                                             | 192  | 208  | 195  | 315  | 326  | 336  |
| Starting in 1962: Population without duplicates |      |      |      |      |      |      |